# ヘレン・ビヴァリー
ヘレン・ビヴァリー（Helen Beverley、1916年11月9日 - 2011年7月15日）は、アメリカ合衆国の女優。

## 出演作品
- もず（英語版）
- 聖衣
- 幻影のハーケンクロイツ（英語版）
- ブラック・マジック（英語版）
- ライフルマン